# Radó Vilmos (tanár)
Radó Vilmos, születési és 1881-ig használt nevén Roth Vilmos (Felsővadász, 1847. április 23. – Budapest, Terézváros, 1919. december 9.) képzőintézeti tanár, ifjúsági író.

## Életútja
Roth Jakab rabbihelyettes és Láng Sára fiaként született. Középiskolai tanulmányait az egri cisztercitáknál végezte, majd pedig a tanítóképző-tanfolyamot az érseki líceumban, ahol tanítói oklevelet nyert. Tanulmányainak befejeztével több évig mint tanító (Békésen, Óbudán) és nevelő működött a fővárosban. 1870-ben a pedagógiumhoz nevezték ki mint gyakorlóiskolai tanítót, 1874-ben pedig a Budapest II. kerületi állami tanítóképző-intézetben a magyar és német nyelv és irodalom rendes tanárává. 1871-ben állami ösztöndíjjal tanulmányutat tett Dél-Németországban és Svájcban, amelynek eredményéről egy memorandumban számolt be a közoktatásügyi kormánynak (megjelent a Magyar Tanügy 1872. évf.). 1873-ban ugyancsak a kormány megbízásából Észak-Németországban járt; 1877 és 1878-ban pedig Olaszországot utazta be. Ez utóbbi utazását a Fővárosi Lapokban írta le. A Budapesti Kereskedelmi Akadémiában az 1883-84. iskolai évtől mint a német nyelv bejáró tanára működött.
Cikkei az 1860-as években a Freie pädagogische Blätterben, majd a Pester Lloydban és a Néptanítók Lapjában jelentek meg; a Pesti Naplóban (1882. 354. Az ifjúsági iratokról); a Magyar Paedagogiában (1896. Szarvas Gábor emlékezete, 1901. A német nyelv a budapesti elemi népiskolákban stb; a Pallas nagy lexikonába a pedagógiai cikkeket írta.

## Családja
Felesége Goldstein Regina (1858–1932) volt, Goldstein Rudolf nagykereskedő és Wachsmann Róza lánya, akivel 1881. december 20-án Budapesten kötött házasságot.
Gyermekei:
- Radó Emma (1885–?). Férje Baré Emil (1870–1943) hegedűművész.
- Radó Klára (1887–?). Első férje Farkas Pál (1878–1921) író, szociológus, ügyvéd, országgyűlési képviselő, második Steinwegs Frigyes.
- Radó Sarolta (1894–?). Férje Bogyó István (1889–?) uradalmi intéző.

## Munkái

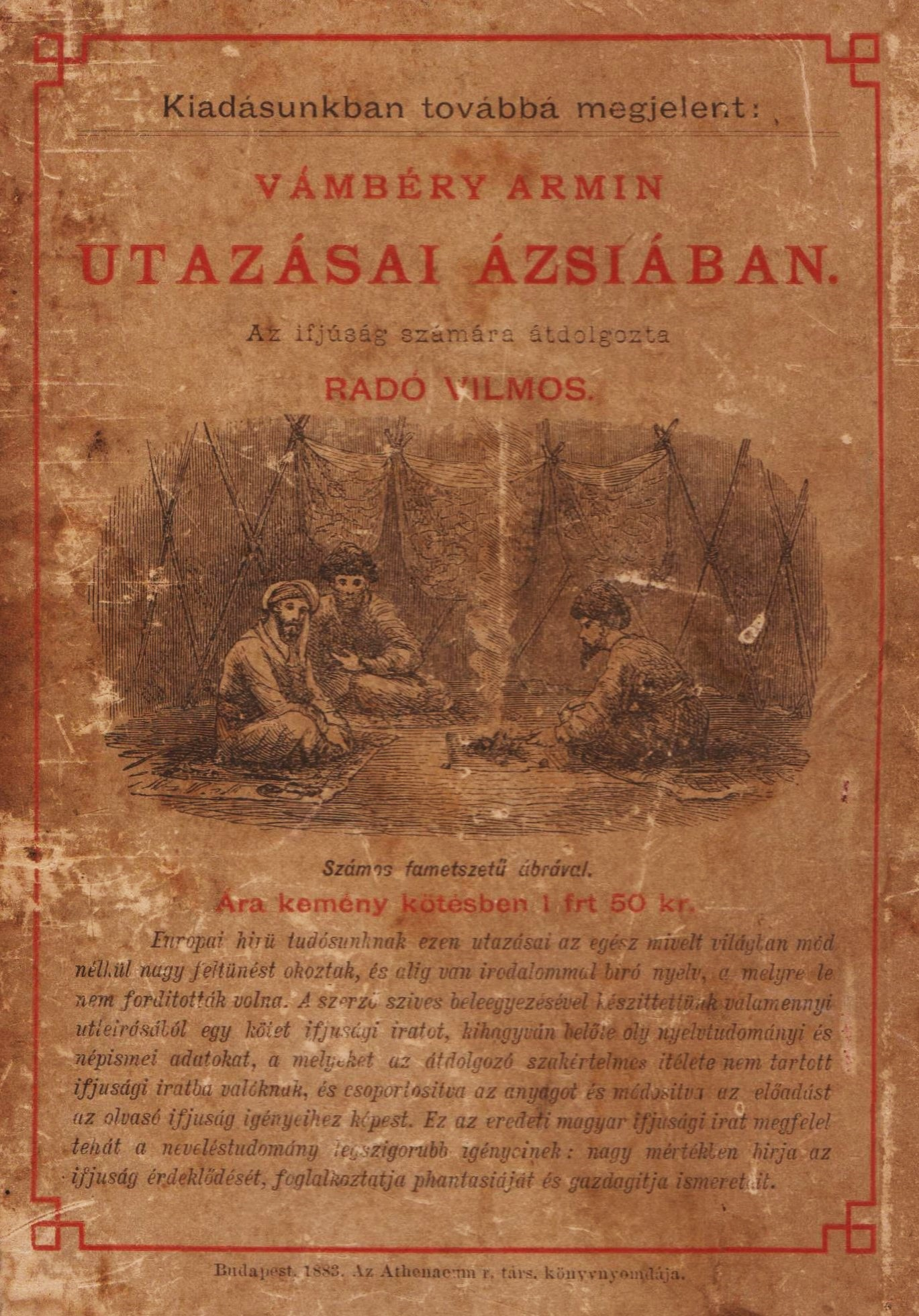
Vámbéry Ármin utazásai Ázsiában

- Magyar olvasókönyv az izraelita elemi iskolák számára. Kiadja a magyar országos izraelita tanító-egyesület. I-IV. osztály. Budapest, 1881. (Több kiadást ért.)
- Eredeti magyar gyermek- és népmesék. Számos képpel; a képeket rajzolta Szemlér Mihály. Budapest, é. n. (Olcsó és díszkiadás. Ism. Budapesti Szemle 73. k. 1893. M. Tanítóképző 1893.)
- Vámbéry Ármin utazásai Ázsiában, az ifjúság számára átdolgozta. Budapest, 1882
- A tananyag leszállítása a fővárosi népiskolákban. Budapest, 1884. (Különnyom. a M. Tanügyből.)
- Robinson Crusoe története. Az eredeti elbeszélés nyomán gyermekek számára. Budapest, é. n. (2. javított kiadás. Budapest, 1893.)
- Olvasókönyv az elemi népiskolák I-VI. osztálya számára 1882. (Gyertyánffy István és Kiss Áronnal együtt. Több kiadást ért.)
- Gróf Benyovszky Móricz élete és kalandjai. Az ifjúság számára. Budapest, 1888. (2. javított kiadás. Budapest, 1903.)
- Magyar népmondák az ifjúság számára. Ébner Lajos képeivel. Budapest, 1891
- Ujváry Miklós, a magyar Robinzon. Elbeszélés a serdültebb ifjúság számára. Budapest, 1899
- Erzsébet királyné emlékezete. Budapest, 1899
- Petőfi Sándor elbeszélő költeményei. Bevezetéssel ellátta. Budapest, 1901. Két füzet. (Magyar Könyvtár 230., 240.)